# Aeropuerto de Innsbruck

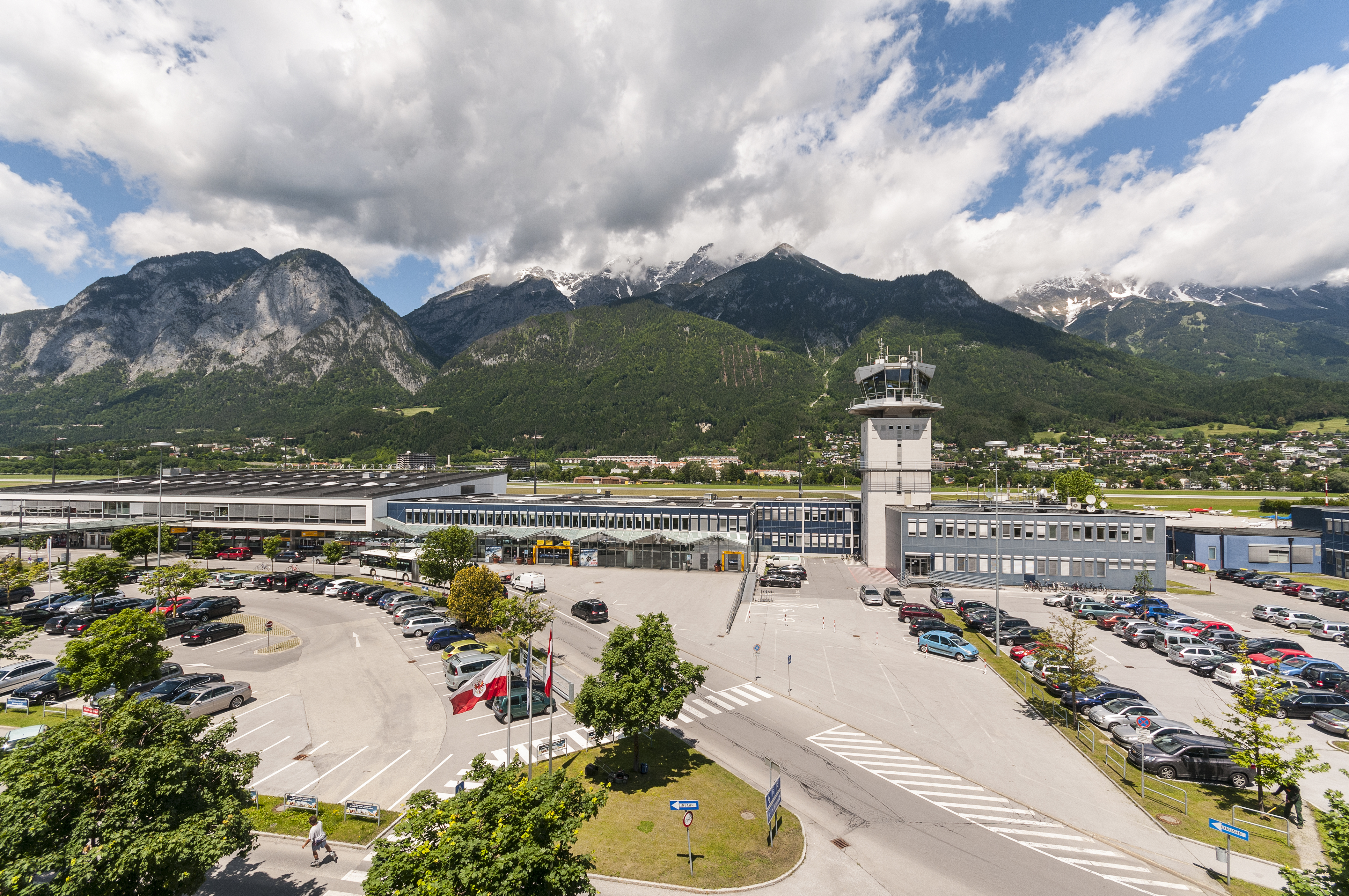

Mapa que muestra la ubicación de los Aeropuertos de Austria.

El Aeropuerto de Innsbruck (en alemán: Flughafen Innsbruck) (IATA: INN, OACI: LOWI) es el aeropuerto más importante del Estado de Tirol, en la región occidental de Austria. Opera vuelos regionales a través de los Alpes, como también vuelos de temporada a otros destinos. Durante el invierno, la actividad del aeropuerto aumenta significativamente, a causa de la gran cantidad de esquidadores que viajan a la región. Es la base principal de Tyrolean Jet Services, Welcome Air y de la compañía regional de Austrian Airlines, Austrian Arrows. Se hizo famoso además por ser el aeropuerto de inicio en el simulador de vuelo X-Plane 10.
El aeropuerto está ubicado a aproximadamente a 4 km del centro de Innsbruck en una zona conocida como Kranebitten, razón por la cual a veces se la conoce como Aeropuerto de Innsbruck-Kranebitten. Está conectada a la ciudad y a la Estación Central Ferroviaria (Hauptbahnhof) por el Ramal F del autobús metropolitano. El servicio tiene una frecuencia de 15 minutos y el viaje dura aproximadamente 18 minutos.

## Tráfico
Ver fuente y consulta Wikidata.
| Año  | Total Pasajeros | % cambio |
| 2007 | 859,832         | -        |
| 2008 | 969.474         | 12.8     |
| 2009 | 956.972         | 1.3      |
| 2010 | 1.033.512       | 8.0      |
| ---- | --------------- | -------- |

## Aerolíneas y destinos
| Aerolíneas            | Destinos |
| --------------------- | --- |
| Aegean Airlines       | Estacional: Atenas |
| Air Baltic            | Estacional: Riga |
| Air Dolomiti          | Estacional: Fráncfort |
| Austrian Airlines     | Viena Estacional: Ámsterdam, Bruselas, Copenhague, Varsovia–Chopin                                                                        |
| Avanti Air            | Chárter Estacional: Calvi |
| British Airways       | Estacional: Londres–Gatwick, Londres–Heathrow                                                                                             |
| Corendon Airlines     | Estacional: Antalya |
| easyJet               | Londres–Gatwick Estacional: Birmingham, Bristol, Edimburgo (inicia el 7 de diciembre de 2025), Londres–Luton, Manchester                  |
| Eurowings             | Estacional: Estocolmo–Arlanda, Cos, Hamburgo, Kárpazos, Lamezia Terme Chárter Estacional: Copenhague, Heraclión, Palma de Mallorca, Rodas |
| Iberia                | Estacional: Madrid |
| Icelandair            | Estacional: Reykjavík–Keflavík |
| Jet2.com              | Estacional: Birmingham, Bristol, Edimburgo, Manchester                                                                                    |
| Marathon Airlines     | Chárter Estacional: Cagliari, Kavala, Cefalonia, Kalamata, Preveza/Lefkada, Salónica                                                      |
| Norwegian Air Shuttle | Estacional: Copenhague |
| Scandinavian Airlines | Seasonal: Copenhague, Estocolmo–Arlanda, Gotemburgo, Oslo                                                                                 |
| SkyAlps               | Chárter Estacional: Cagliari, Cefalonia, Kalamata, Preveza/Lefkada, Salónica, Pisa                                                        |
| Transavia             | Ámsterdam Estacional: Bruselas, Eindhoven, Róterdam                                                                                       |
| TUI Airways           | Estacional: Birmingham, Bristol, Dublin, Edimburgo, Londres–Gatwick, Londres–Luton, Londres–Stansted, Manchester, Newcastle upon Tyne     |
| TUI fly Belgium       | Estacional: Amberes |

### Vuelos internacionales
| Ciudades por países                                            | Nombre del aeropuerto                                   | Aerolíneas |        |        |        |
| Europa                                                         | Europa                                                  | Europa | Europa | Europa | Europa |
| -------------------------------------------------------------- | ------------------------------------------------------- | --- | ------ | ------ | ------ |
| Alemania (2 destinos, [2 estacionales], 2 aerolíneas)          |                                                         | |        |        |        |
| Fráncfort                                                      | Aeropuerto de Fráncfort del Meno                        | Air Dolomiti (Estacional) |        |        |        |
| Hamburgo                                                       | Aeropuerto de Hamburgo                                  | Eurowings (Estacional) |        |        |        |
| Bélgica (2 destinos [2 estacionales], 3 aerolíneas)            |                                                         | |        |        |        |
| Amberes                                                        | Aeropuerto de Amberes-Deurne                            | TUI fly Belgium (Estacional) |        |        |        |
| Bruselas                                                       | Aeropuerto de Bruselas-National                         | Austrian Airlines (Estacional) / Transavia                                                                                                |        |        |        |
| Dinamarca (1 destino [4 estacionales], 4 aerolíneas)           |                                                         | |        |        |        |
| Copenhague                                                     | Aeropuerto de Copenhague-Kastrup                        | Austrian Airlines (Estacional) / Eurowings (Chárter Estacional) / Norwegian Air Shuttle (Estacional) / Scandinavian Airlines (Estacional) |        |        |        |
| España (2 destinos [2 estacionales], 2 aerolíneas)             |                                                         | |        |        |        |
| Madrid                                                         | Aeropuerto Adolfo Suárez Madrid-Barajas                 | Iberia (Estacional) |        |        |        |
| Palma de Mallorca                                              | Aeropuerto de Palma de Mallorca                         | Eurowings (Chárter Estacional) |        |        |        |
| Grecia (10 destinos [10 estacionales], 4 aerolíneas)           |                                                         | |        |        |        |
| Atenas                                                         | Aeropuerto Internacional Eleftherios Venizelos          | Aegean Airlines (Estacional) |        |        |        |
| Cefalonia                                                      | Aeropuerto Internacional de Cefalonia                   | Marathon Airlines (Chárter Estacional) / SkyAlps (Chárter Estacional)                                                                     |        |        |        |
| Cos                                                            | Aeropuerto Internacional de Kos-Hipócrates              | Eurowings (Estacional) |        |        |        |
| Heraclión                                                      | Aeropuerto Internacional de Heraclión Nikos Kazantzakis | Eurowings (Chárter Estacional) |        |        |        |
| Kalamata                                                       | Aeropuerto de Kalamata                                  | Marathon Airlines (Chárter Estacional) / SkyAlps (Chárter Estacional)                                                                     |        |        |        |
| Kárpazos                                                       | Aeropuerto de Kárpazos                                  | Eurowings (Estacional) |        |        |        |
| Kavala                                                         | Aeropuerto Internacional de Kavala                      | Marathon Airlines (Chárter Estacional) |        |        |        |
| Preveza                                                        | Aeropuerto Nacional Aktion                              | Marathon Airlines (Chárter Estacional) / SkyAlps (Chárter Estacional)                                                                     |        |        |        |
| Salónica                                                       | Aeropuerto Internacional Macedonia                      | Marathon Airlines (Chárter Estacional) / SkyAlps (Chárter Estacional)                                                                     |        |        |        |
| Rodas                                                          | Aeropuerto Internacional de Rodas-Diágoras              | Eurowings (Chárter Estacional) |        |        |        |
| Irlanda (1 destino [estacional], 1 aerolínea)                  |                                                         | |        |        |        |
| Dublín                                                         | Aeropuerto de Dublín                                    | TUI Airways (Estacional) |        |        |        |
| Islandia (1 destino [estacional], 1 aerolínea)                 |                                                         | |        |        |        |
| Reikiavik                                                      | Aeropuerto Internacional de Keflavík                    | Icelandair (Estacional) |        |        |        |
| Italia (3 destinos [3 estacionales], 3 aerolíneas)             |                                                         | |        |        |        |
| Cagliari                                                       | Aeropuerto de Cagliari-Elmas                            | Marathon Airlines (Estacional) / SkyAlps (Chárter Estacional)                                                                             |        |        |        |
| Lamezia Terme                                                  | Aeropuerto Internacional de Lamezia Terme               | Eurowings (Estacional) |        |        |        |
| Pisa                                                           | Aeropuerto de Pisa                                      | SkyAlps (Chárter Estacional) |        |        |        |
| Letonia (1 destino [estacional], 1 aerolínea)                  |                                                         | |        |        |        |
| Riga                                                           | Aeropuerto Internacional de Riga                        | AirBaltic (Estacional) |        |        |        |
| Noruega (1 destino [estacional], 1 aerolínea)                  |                                                         | |        |        |        |
| Oslo                                                           | Aeropuerto de Oslo-Gardermoen                           | Scandinavian Airlines |        |        |        |
| Países Bajos (3 destinos [2 estacionales], 1 aerolínea)        |                                                         | |        |        |        |
| Ámsterdam                                                      | Aeropuerto de Ámsterdam-Schiphol                        | Austrian Airlines (Estacional) / Transavia                                                                                                |        |        |        |
| Eindhoven                                                      | Aeropuerto de Eindhoven                                 | Transavia (Estacional) |        |        |        |
| Róterdam                                                       | Aeropuerto de Róterdam-La Haya                          | Transavia |        |        |        |
| Polonia (1 destino [estacional], 1 aerolínea)                  |                                                         | |        |        |        |
| Varsovia                                                       | Aeropuerto Chopin de Varsovia                           | Austrian Airlines (Estacional) |        |        |        |
| Reino Unido (6 destinos [6 estacionales], 4 aerolíneas)        |                                                         | |        |        |        |
| Birmingham                                                     | Aeropuerto de Birmingham                                | easyJet (Estacional) / Jet2.com (Estacional) / TUI Airways (Estacional)                                                                   |        |        |        |
| Brístol                                                        | Aeropuerto de Brístol                                   | easyJet (Estacional) / Jet2.com (Estacional) / TUI Airways (Estacional)                                                                   |        |        |        |
| Edimburgo                                                      | Aeropuerto de Edimburgo                                 | easyJet (Estacional) (inicia el 7 de diciembre de 2025), / Jet2.com (Estacional) / TUI Airways (Estacional)                               |        |        |        |
| Londres                                                        | Aeropuerto de Londres-Gatwick                           | easyJet / British Airways (Estacional) / TUI Airways (Estacional)                                                                         |        |        |        |
| Londres                                                        | Aeropuerto de Londres-Heathrow                          | British Airways (Estacional) |        |        |        |
| Londres                                                        | Aeropuerto de Londres-Luton                             | easyJet (Estacional) / TUI Airways (Estacional)                                                                                           |        |        |        |
| Londres                                                        | Aeropuerto de Londres-Stansted                          | TUI Airways (Estacional) |        |        |        |
| Mánchester                                                     | Aeropuerto de Mánchester                                | easyJet (Estacional) / Jet2.com / TUI Airways (Estacional)                                                                                |        |        |        |
| Newcastle                                                      | Aeropuerto de Newcastle                                 | TUI Airways (Estacional) |        |        |        |
| Suecia (2 destinos [2 estacionales], 2 aerolíneas)             |                                                         | |        |        |        |
| Estocolmo                                                      | Aeropuerto de Estocolmo-Arlanda                         | Eurowings (Estacional) / Scandinavian Airlines (Estacional)                                                                               |        |        |        |
| Gotemburgo                                                     | Aeropuerto de Gotemburgo-Landvetter                     | Scandinavian Airlines (Estacional) |        |        |        |
| Turquía (1 destino, [estacional], 1 aerolínea)                 |                                                         | |        |        |        |
| Antalya                                                        | Aeropuerto de Antalya                                   | Corendon Airlines (Estacional) |        |        |        |
| Total: 37 destinos (24 estacionales), 15 países, 19 aerolíneas |                                                         | |        |        |        |